# Problema di Dirichlet
In matematica, un problema di Dirichlet richiede di trovare una funzione che soddisfa una determinata equazione differenziale alle derivate parziali (PDE) all'interno di una regione sulla cui frontiera la funzione assume determinati valori al contorno. In origine il problema fu introdotto specificatamente per l'equazione di Laplace, ma può essere posto per molte PDE.
Relativamente all'equazione di Laplace, data una funzione {\displaystyle f} che assume valori ovunque sul bordo di una regione in {\displaystyle \mathbb {R} ^{n}}, il problema riguarda l'esistenza di un'unica funzione continua {\displaystyle u} differenziabile due volte con continuità all'interno della regione, e continua sul bordo, tale che sia una funzione armonica all'interno e coincida con {\displaystyle f} sul bordo. Tale richiesta è detta condizione al contorno di Dirichlet.

## Soluzione
Per un dominio {\displaystyle D} con frontiera sufficientemente liscia {\displaystyle \partial D}, la soluzione generale del problema di Dirichlet è data da:
{\displaystyle u(x)=\int _{\partial D}\nu (s){\frac {\partial G(x,s)}{\partial n}}ds}
dove {\displaystyle G(x,y)} è la funzione di Green per la PDE e:
{\displaystyle {\frac {\partial G(x,s)}{\partial n}}={\widehat {n}}\cdot \nabla _{s}G(x,s)=\sum _{i}n_{i}{\frac {\partial G(x,s)}{\partial s_{i}}}}
è la derivata della funzione di Green lungo il versore normale {\displaystyle {\widehat {n}}} orientato verso l'interno della regione. L'integrazione è effettuata sul bordo rispetto alla misura {\displaystyle ds}. La funzione {\displaystyle \nu (s)} è data dall'unica soluzione all'equazione integrale di Fredholm del secondo tipo:
{\displaystyle f(x)=-{\frac {\nu (x)}{2}}+\int _{\partial D}\nu (s){\frac {\partial G(x,s)}{\partial n}}ds}
La funzione di Green da utilizzare nell'integrale precedente si annulla sulla frontiera:
{\displaystyle G(x,s)=0}
per {\displaystyle s\in \partial D} e {\displaystyle x\in D}. 
Il problema di Dirichlet per funzioni armoniche ammette sempre una soluzione, che è unica, quando la frontiera è sufficientemente liscia e {\displaystyle f(s)} è continua. Più precisamente, ha una soluzione quando {\displaystyle \partial D\in C^{1,\alpha }} per qualche {\displaystyle \alpha \in (0,1)}, dove {\displaystyle C^{1,\alpha }} è la condizione di Hölder.